# Super Bowl XXVIII
Il Super Bowl  è stata una partita di football americano tra i campioni dell'American Football Conference (AFC), i Buffalo Bills, e i campioni della National Football Conference (NFC), i Dallas Cowboys per determinare il campione della National Football League (NFL) per la stagione 1993. I Cowboys sconfissero i Bills con un punteggio di 30–13, vincendo il quarto Super Bowl della storia della squadra e raggiungendo Pittsburgh Steelers e San Francisco 49ers in cima alla classifica per il maggior numero di vittorie. la gara fu disputata il 30 gennaio 1994 al Georgia Dome di Atlanta, Georgia.
Questa fu la prima volta in cui due squadre si incontrarono in due Super Bowl consecutivi. I Cowboys campioni in carica vincitori del Super Bowl XXVII terminarono la stagione con un record di 12-4 malgrado gli infortuni a diversi giocatori chiave. I Bills raggiunsero il loro quarto Super Bowl consecutivo ma erano ancora alla ricerca del loro primo titolo dopo aver terminato la stagione regolare con un record di 12-4, grazie principalmente all'efficienza del loro attacco.
Dopo essere giunti all'intervallo in svantaggio per 13-6, i Cowboys segnarono 24 punti consecutivi nel secondo. I Bills avevano costruito il loro vantaggio grazie a un touchdown da 4 yard del running back Thurman Thomas. Dopo soli 45 secondi dall'inizio del terzo quarto però, a Thomas fu strappato il possesso del pallone dalla safety di Dallas James Washington che ritornò il fumble per 46 yard in touchdown, pareggiando la gara. Da lì in poi, il running back di Dallas Emmitt Smith, che fu nominato MVP del Super Bowl, cambiò il corso della gara. Nel successivo possesso dei Cowboys, Smith corse 7 volte in un drive da 64 yard che si concluse in una corsa in touchdown da 15 yard. Un altro touchdown Smith lo segnò nel quarto periodo dopo una corsa da 1 yard. In totale, Smith corse 30 volte per 132 yard e 2 touchdown, ricevendo anche 4 passaggi per 26 yard.

## Formazioni titolari
| Dallas           | Ruolo     | Buffalo           |
| ---------------- | --------- | ----------------- |
| ATTACCO          |           |                   |
| Alvin Harper     | WR        | Bill Brooks       |
| Mark Tuinei      | LT        | John Fina         |
| Nate Newton      | LG        | John Davis        |
| John Gesek       | C         | Kent Hull         |
| Kevin Gogan      | RG        | Glenn Parker      |
| Erik Williams    | RT        | Howard Ballard    |
| Jay Novacek      | TE        | Pete Metzelaars   |
| Michael Irvin    | WR        | Andre Reed        |
| Troy Aikman      | QB        | Jim Kelly         |
| Emmitt Smith     | RB        | Thurman Thomas    |
| Daryl Johnston   | FB-WR     | Don Beebe         |
| DIFESA           |           |                   |
| Tony Tolbert     | LE        | Phil Hansen       |
| Leon Lett        | LDT-NT    | Jeff Wright       |
| Tony Casillas    | RDT-RE    | Bruce Smith       |
| Charles Haley    | RE-LOLB   | Marvcus Patton    |
| Ken Norton Jr.   | LOLB-LILB | Mark Maddox       |
| Darren Woodson   | NICKEL    | Cornelius Bennett |
| Darrin Smith     | ROLB      | Darryl Talley     |
| Larry Brown      | LCB       | Mickey Washington |
| Kevin Smith      | RCB       | Nate Odomes       |
| Thomas Everett   | SS        | Henry Jones       |
| James Washington | FS        | Mark Kelso        |